# Luis Torrens
Pour les articles homonymes, voir Torrens.
Luis Alfonso Torrens Sáez (né le 2 mai 1996 à Valencia, Carabobo, Venezuela) est un receveur des Mariners de Seattle de la Ligue majeure de baseball.

## Carrière
Luis Torrens signe son premier contrat professionnel avec les Yankees de New York en juillet 2012. Il est alors âgé de 16 ans et il perçoit une prime à la signature s'élevant à 1,3 million de dollars US. Il débute en 2013 sa carrière professionnelle en ligues mineures avec un club affilié aux Yankees. Après deux saisons jouées, le jeune joueur de 18 ans se blesse à l'épaule droite et la déchirure du labrum dont il souffre nécessite une intervention chirurgicale qui lui fait rater l'entière saison de baseball 2015,. Il revient au jeu en 2016 pour sa troisième année de ligue mineure dans l'organisation des Yankees. Le 8 décembre 2016, Torrens est réclamé au repêchage de la règle 5 par les Reds de Cincinnati, qui l'échangent immédiatement aux Padres de San Diego contre Josh VanMeter, un joueur de champ intérieur des ligues mineures. 
Luis Torrens fait ses débuts dans le baseball majeur avec les Padres de San Diego le 3 avril 2017 dans un match contre les Dodgers de Los Angeles.